# Arcosecante
L'arcosecante è la funzione trigonometrica inversa della secante,
{\displaystyle y=\operatorname {arcsec}(x)}
{\displaystyle x=\sec(y),}
e si denota usualmente con {\displaystyle \operatorname {arcsec} }. In LaTeX viene ottenuta tramite il comando \arcsec.
Il dominio è compreso fra {\displaystyle -\infty } e {\displaystyle -1} oppure fra {\displaystyle 1} e {\displaystyle +\infty }. La funzione presenta un asintoto orizzontale in {\displaystyle {\frac {\pi }{2}}}, come si ricava dalla formula

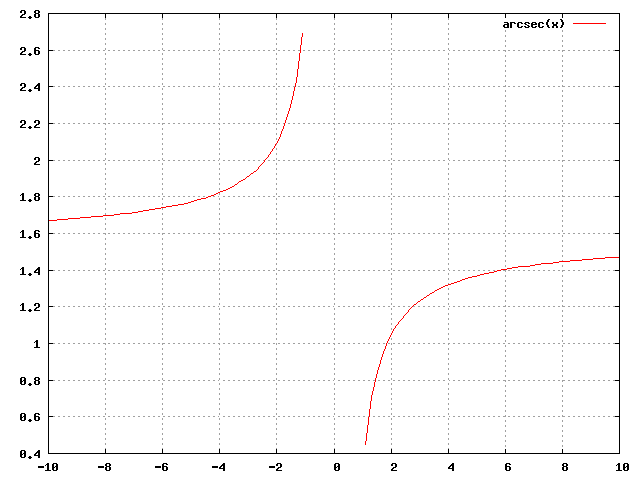
Grafico dell'arcosecante

{\displaystyle \operatorname {arcsec}(x)={\frac {\pi }{2}}-\arcsin \left({\frac {1}{x}}\right).}